# 5053 Chladni
5053 Chladni (1985 FB2) là một tiểu hành tinh vành đai chính or a Minor planet, được phát hiện ngày 22 tháng 3 năm 1985 bởi Bowell, E. ở Flagstaff.